# AS Sogara
AS Sogara – gaboński klub piłkarski grający niegdyś w gabońskiej pierwszej lidze, mający siedzibę w mieście Port-Gentil.

## Sukcesy
- I liga[1]:
  - mistrzostwo (6): 1984, 1989, 1991, 1992, 1993, 1994

- Puchar Gabonu[2]:
  - zwycięstwo (1): 1985
  - finalista (2): 1984, 1990

- Puchar Zdobywców Pucharów[3]:
  - finalista (1): 1986

## Występy w afrykańskich pucharach
| Sezon | Rozgrywki                 | Runda       | Kraj      | Klub                         | Dom | Wyjazd | Dwumecz |
| ----- | ------------------------- | ----------- | --------- | ---------------------------- | --- | ------ | ------- |
| 1985  | Puchar Mistrzów           | 1           | Kamerun   | Tonnerre Jaunde              | 1–0 | 1–2    | 2–2     |
| 1985  | Puchar Mistrzów           | 2           | Burundi   | Vital’O FC                   | 1–1 | 1–3    | 2–4     |
| 1986  | Puchar Zdobywców Pucharów | 1           | Ghana     | Sekondi Hasaacas FC          | 3–0 | 0–1    | 3–1     |
| 1986  | Puchar Zdobywców Pucharów | 2           | wolny los | –                            | –   | –      | –       |
| 1986  | Puchar Zdobywców Pucharów | ćwierćfinał | Togo      | Foadan FC                    | 3–1 | 2–1    | 5–2     |
| 1986  | Puchar Zdobywców Pucharów | półfinał    | Tunezja   | CS Hammam-Lif                | 3–0 | 0–0    | 3–0     |
| 1986  | Puchar Zdobywców Pucharów | finał       | Egipt     | Al-Ahly Kair                 | 2–0 | 0–3    | 2–3     |
| 1990  | Puchar Mistrzów           | 1           |           | Étoile du Congo              | 0–2 | 0–1    | 0–3     |
| 1992  | Puchar Mistrzów           | 1           | Angola    | CD Primeiro de Agosto        | 0–2 | 0–1    | 0–3     |
| 1993  | Puchar Mistrzów           | 1           | Kongo     | Étoile du Congo              | 2–0 | 0–0    | 2–0     |
| 1993  | Puchar Mistrzów           | 2           | Tunezja   | Club Africain                | 1–0 | 2–2    | 3–2     |
| 1993  | Puchar Mistrzów           | ćwierćfinał | Nigeria   | Stationery Stores FC         | 3–2 | 0–1    | 3–3     |
| 1994  | Puchar Mistrzów           | 1           | Angola    | Atlético Petróleos de Luanda | 2–1 | 0–0    | 2–1     |
| 1994  | Puchar Mistrzów           | 2           | Maroko    | Wydad Casablanca             | 2–0 | 1–0    | 3–0     |
| 1994  | Puchar Mistrzów           | ćwierćfinał | Egipt     | Zamalek SC                   | 2–2 | 0–1    | 2–3     |

## Stadion
Domowe mecze klub rozgrywa na stadionie o nazwie Stade Pierre Claver Divounguy w Port-Gentil, który może pomieścić 3932 widzów.

## Reprezentanci kraju grający w klubie od 1985 roku
Stan na styczeń 2023.
| - François Amégasse - Guy Anotho - Claude Babé - Etienne Kassa-Ngoma - Germain Mendome | - Adrien Nkoumba - Guy Roger Nzamba - Jonas Ogandaga - Thierry Retoa - Roger Zaba |